# Лайузе
Ла́йузе (ест. Laiuse alevik, нім. Lais) — селище в Естонії, у волості Йиґева повіту Йиґевамаа.

## Населення
Чисельність населення на 31 грудня 2011 року становила 371 особу.

## Географія
Поблизу Лайузе проходить автошлях 36 (Йиґева — Муствее). Від селища починаються автодороги 135 (Лайузе — Куремаа) та 145 (Ваймаствере — Лайузе).

## Пам'ятки

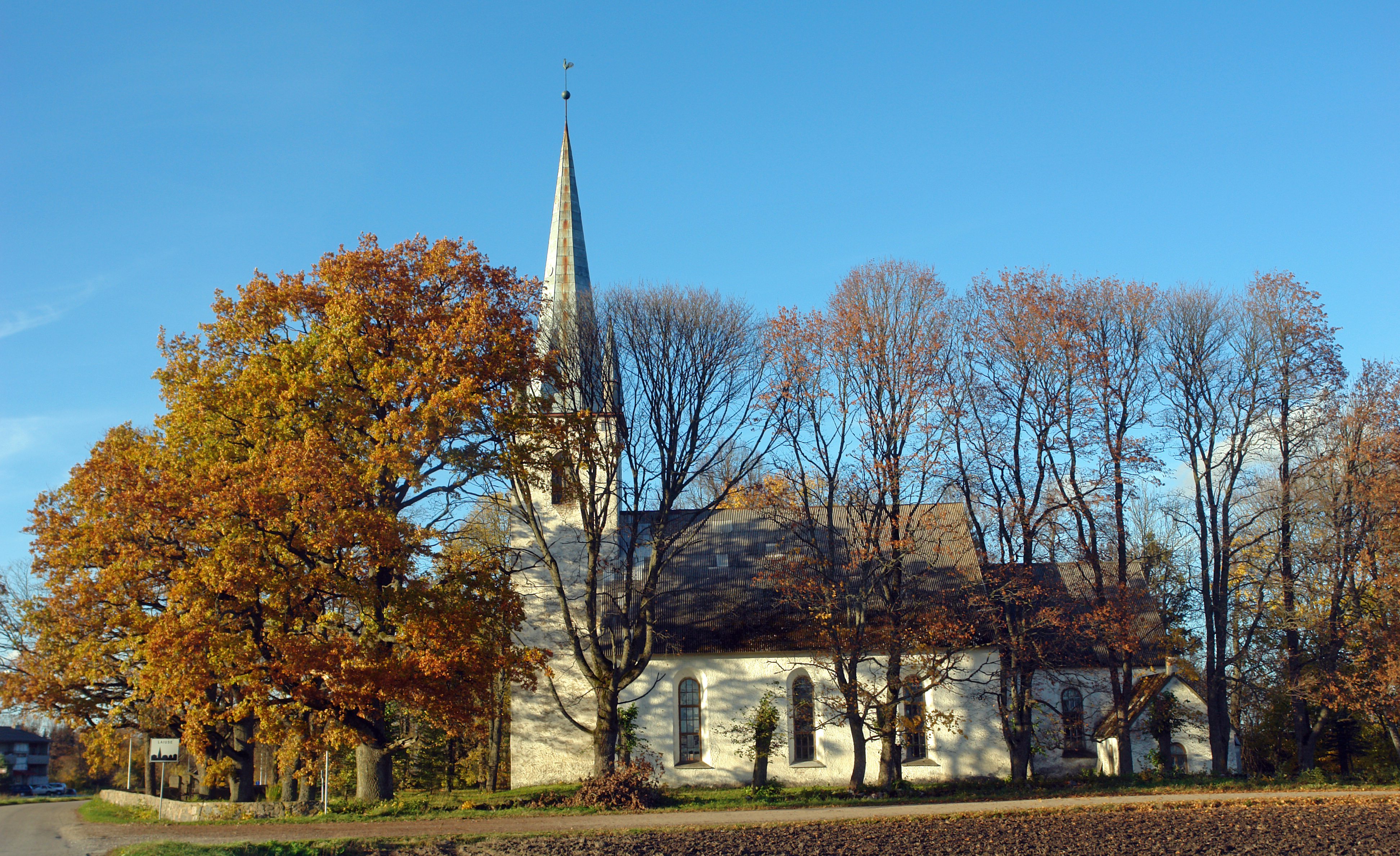
Церква Святого Георгія

У Лайузе розташовується середньовічна церква Святого Георгія (Laiuse Püha Jüri kirik), що вперше згадується 1319 року ще як католицький костел. У церковному дворі росте стара липа, яка, за легендою, посаджена була 1701 року королем Швеції Карлом XII під час його візиту до Лайузе.